# Benedikt Pillwein

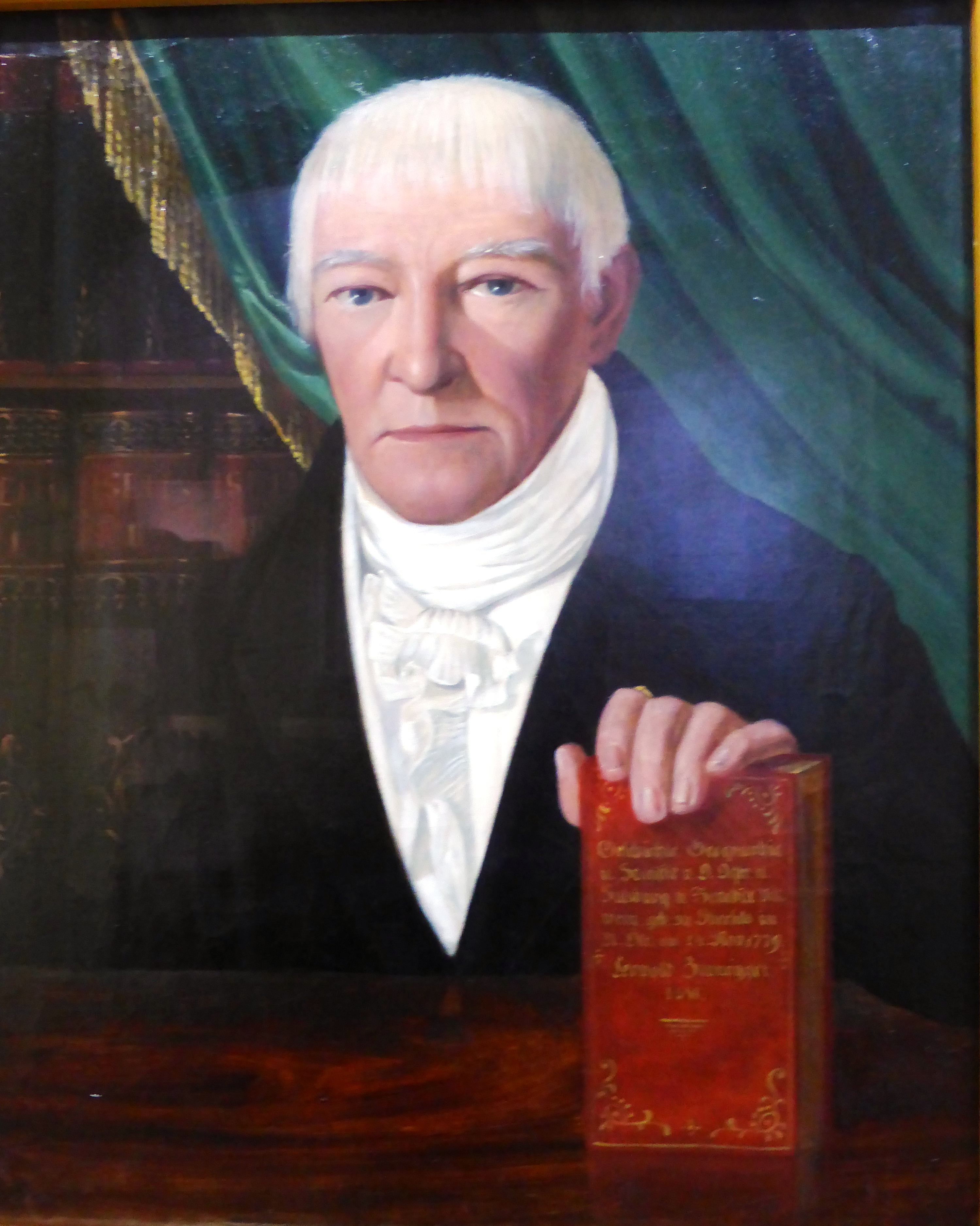
Benedikt Pillwein, porträtiert von Leopold Zinnögger in Linz 1841

Benedikt Pillwein (* 26. November 1779 in Obersulz, Niederösterreich; † 27. Jänner 1847 in Linz) war ein österreichischer Jurist, Landeskundler und Autor.

## Lebenslauf
Der Niederösterreicher studierte Rechtswissenschaften in Salzburg und trat anschließend in den Landesdienst in Salzburg ein. Später übersiedelte er nach Linz.
Pillwein schrieb für zahlreiche Zeitungen und war bei der Salzburger Staatszeitung Schriftleiter. Er verfasste auch religiöse Bücher und stellte Gesetzes- sowie Sagensammlungen zusammen.
Benedikt Pillwein gehört zu den Begründern einer systematischen Landeskunde Oberösterreichs. Im Jahr 1824 erschien mit der Beschreibung der Provinzialhauptstadt und ihrer näheren Umgebung sein zweites Linz-Buch, 1846 mit Linz, einst und jetzt sein drittes. Das landeskundliche Standardwerk Geschichte, Geographie und Statistik des Erzherzogtums Österreich ob der Enns und des Herzogtums Salzburg veröffentlichte er zwischen 1827 und 1839 in fünf Bänden.

## Ehrungen
- 1894 wurde an seinem Sterbehaus in der Harrachstraße 9 in Linz eine Gedenktafel angebracht.[1]
- 1898 wurde in Linz die Pillweinstraße nach ihm benannt. Sie verbindet die Dürrnberger- mit der Unionstraße.[2]

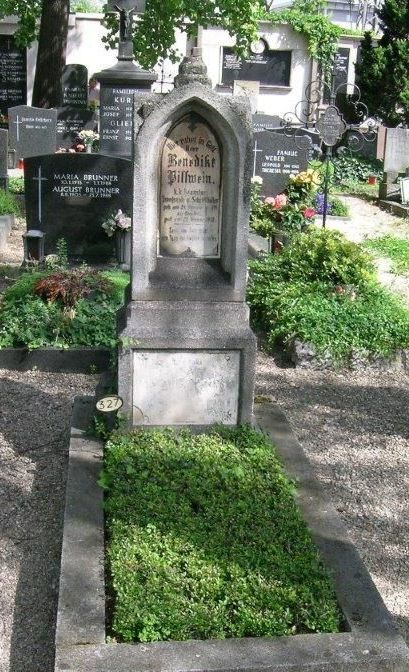
Grab am St. Barbara-Friedhof, Linz

## Werke
Geographisches Werk:
- Beschreibung der Provinzial-Hauptstadt Linz und ihrer nächsten Umgebung. Mit der Karte des Kommissariats- und Steuer-Bezirkes Linz, 1824 (Google eBook, vollständige Ansicht). Nachdruck Verlag Wilhelm Ennsthaler, Steyr 1966.
- Benedikt Pillwein (Hrsg.): Geschichte, Geographie und Statistik des Erzherzogthums Oesterreich ob der Enns und des Herzogthums Salzburg. Mit einem Register, welches zugleich das topographische und genealogische Lexikon ist und der Kreiskarte versehen. Geographisch-historisch-statistisches Detail nach Distrikts-Kommissariaten. 1. Auflage. 5 Teile. Joh. Christ. Quandt, Linz (1827–39). 2. Auflage 1843
  - Erzherzogthum Oesterreich ob der Enns. Erster Theil: Der Mühlkreis, 1827 (Google). 2. Auflage 1843 (Google)
  - Erzherzogthum Oesterreich ob der Enns. Zweiter Theil: Der Traunkreis, 1828 (Google). 2. Auflage 1843 (Google)
  - Erzherzogthum Oesterreich ob der Enns. Dritter Theil: Der Hausruckkreis, 1830 (Google). 2. Auflage 1843 (Google)
  - Erzherzogthum Oesterreich ob der Enns. Vierter Theil: Der Innkreis, 1832 (Google). 2. Auflage 1843 (Google)
  - Erzherzogthum Oesterreich ob der Enns. Fünfter Theil: Der Salzburgerkreis, 1839 (Google). 2. Auflage 1843 (Google)
 Detailausgabe: Das Herzogthum Salzburg oder der Salzburger Kreis. Historisch-geographisch-statistisch beschrieben, und als ein selbstständiges Lese-, Studier- und Nachschlage-Buch bearbeitet. Linz 1839.
- Neuester Wegweiser durch Linz und seine Umgebung.	Huemer, Linz 1837 (Google eBook, vollständige Ansicht).
- Kurzer Wegweiser durch den Traun-Kreis. Verlag J. Weinmayr, 1838.
- Linz, einst und jetzt, von den ältesten Zeiten bis auf die neuesten Tage, nebst Blicken auf die geschichtlichen Ereignisse in ganz Ober-Oesterreich. Schmid, Linz 1846 (Google eBook, vollständige Ansicht).

Religiös-volkskundliches Werk:
- Die Lebens- und Leidensgeschichte des Heilandes: nebst der Beschreibung jener Orte, wo sich die heiligen Begebenheiten ereigneten, und anderen nothwendigen Erläuterungen. 2. Auflage, Franz Xaver Duyle, Salzburg 1814 (Google eBook, vollständige Ansicht).
  - Die Festtage der Gottes-Mutter Maria: besonderer Heiligen und der Heiligen insgemein. Als zweiter Theil der Lebens- und Leidensgeschichte des Heilandes, St. Anna-Kongregation, Solothurn o. D.
- mit Franz S. Günther: Neueste Ausgabe der Evangelien auf alle Sonntage und andere Tage des Jahres …: nebst einer Einleitung, nebst dem historisch-geographischen Umrisse, einem Kupfer und der Karte des heiligen Landes. Duyle, Salzburg 1817.
- Lebensbeschreibungen von Heiligen Gottes in dem oft verkannten gemeinen, und dem stets zu ehrenden Bauernstande: mit passenden Schrifttexten, sittlichen Erwägungen; mit der Beschreibung jener Orte, wo sich Begebenheiten mit den vorkommenden Heiligen zugetragen, und andern nothwendigen Erläuterungen. Mayr, 1818.
- Erzählungen und Volkssagen aus den Tagen der Vorzeit von dem Erzherzogthume Österreich ob der Enns und dem Herzogthume Salzburg. Ein Unterhaltungsbuch für Jedermann, 2 Bände, 1834/35 (Google eBook, vollständige Ansicht: 1.).

Sowie:
- Kleine Naturlehre und Naturgeschichte für Kinder. Salzburg 1811 (Google eBook, vollständige Ansicht).
- Biographische Schilderungen oder Lexikon Salzburgischer theils verstorbener theils lebender Künstler. Salzburg 1821 (Google eBook, vollständige Ansicht).
- Kaiser Joseph II. auf seinen Reisen in Oberösterreich. In: Oberösterreichisches Jahrbuch für Literatur und Landeskunde. 1. Jahrgang, Linz 1844, S. 160–165 (eingeschränkte Vorschau in der Google-Buchsuche).

Belletristik:
- Pöna, oder der für seine Untreue schwer bestrafte Ehemann. Huemer, Linz 1837.